# Кеннетиг мак Лоркайн
Кеннетиг мак Лоркайн (ирл. Cennétig mac Lorcáin; умер в 951) — король Томонда (Туатмуму) в Северном Мунстере.

## Биография

### Правление
Кеннетиг был сыном Лоркана из септа Дал Кайс, одного из племен десси, в Северном Мунстере. Род Дал Кайс впервые упоминается в 930-х годах как часть северных десси. В это время королевский престол в Мунстере занимал род Эоганахтов, потомков Эогана Мора. Родоначальником септа Дал Кайс был Кормак Касс, брат Эогана Мора.

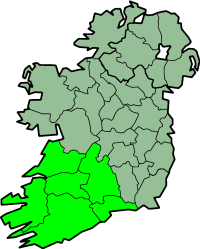
Мунстер

Территория рода Дал Кайс находилась на востоке современного графства Клэр. Она известна под именем Туатмуму (позднее Томонд).
Кеннетиг мак Лоркайн враждовал с королём Мунстера Келлаханом Кашилем (ум. 954), от которого в 944 году потерпел поражение в битве при Горт Ротахайне. В этом сражении погибли Дуб и Финн, сыновья Кеннетига.
В 951 году король Томонда Кеннетиг мак Лоркайн скончался.

### Дети
Кеннетиг мак Лоркайн имел много детей:
- Орлайт инген Кеннетиг, 2-я жена верховного короля Ирландии Доннхада Донна (919—944), казнена в 941 году за супружескую измену с его сыном Энгусом
- Дуб мак Кеннетиг (ум. 944), убит в битве
- Финн мак Кеннетиг (ум. 944), убит в битве
- Дуннкан мак Кеннетиг (ум. 950), погиб во время вторжения Конгалаха Кногбы
- Эхигерн мак Кеннетиг (ум. 950), был убит во время нападения на Томонд Конгалаха Кногбы]
- Лахта мак Кеннетиг (ум. 953), король Томонда и преемник отца (951—953), убит противниками
- Маркан мак Кеннетиг (ум. 1010), аббат
- Матгамайн мак Кеннетиг (ум. 976), король Томонда (с 953) и Мунстера (969—976), убит Маэлмуадом мак Браном
- Бриан мак Кеннетиг (Бриан Бору) (ок. 941—1014), король Томонда (с 976) и Мунстера (978—1014), верховный король Ирландии] (1002—1014).